# Тітоград (футбольний клуб)
«Тітоград» (чорн. OFK Titograd Podgorica, ОФК Титоград) — футбольний клуб з міста Подгориця, Чорногорія. Виступає в Першій лізі чемпіонату Чорногорії. Заснований 1950 року. Домашні матчі проводить на стадіоні «Цвьєтні брєг».

## Історія

Логотип ФК «Младость» (Подгориця)

Клуб заснований 1950 року під назвою «Младость Титоград». У 1960 році назву було змінено на ОФК «Титоград». У 1992 році повернуто первісну назву — «Младость Подгориця».
За часів виступу в чемпіонатах СФРЮ і Союзної Республіки Югославії 11 разів вигравала змагання в Третій лізі «Чорногорія» та кілька регіональних кубків Чорногорії.
З 2006 року грає в чемпіонатах незалежної Чорногорії. У сезоні 2015/16 здобув титул чемпіона країни.
У червні 2018 року команда знову повернула назву «Тітоград».
| Сезон   | Ліга       | Місце |
| ------- | ---------- | ----- |
| 2006-07 | Перша ліга | 9     |
| 2007-08 | Перша ліга | 12    |
| 2008-09 | Друга ліга | 2     |
| 2009-10 | Друга ліга | 1     |
| 2010-11 | Перша ліга | 5     |
| 2011-12 | Перша ліга | 7     |
| 2012-13 | Перша ліга | 6     |
| 2013-14 | Перша ліга | 9     |
| 2014-15 | Перша ліга | 4     |
| 2015-16 | Перша ліга | 1     |

## Досягнення
Чемпіонат Чорногорії:
- Чемпіон (1): 2015-16

Кубок Чорногорії:
- Володар (2): 2014-15, 2017-18
- Фіналіст (1): 2013-14

## Виступи в Єврокубках
| Ліга чемпіонів | Ліга чемпіонів | Ліга чемпіонів | Ліга чемпіонів | Ліга чемпіонів | Ліга чемпіонів | Ліга чемпіонів |
| Сезон          | Етап           | Перша команда  | Заг.           | Друга команда  | 1-й матч       | 2-й матч       |
| -------------- | -------------- | -------------- | -------------- | -------------- | -------------- | -------------- |
| 2016/17        | 2-й кв. раунд  | «Лудогорець»   | 5:0            | «Младость»     | 2:0            | 3:0            |
| Ліга Європи    |                |                |                |                |                |                |
| Сезон          | Етап           | Перша команда  | Заг.           | Друга команда  | 1-й матч       | 2-й матч       |
| 2013/14        | 1-й кв. раунд  | «Відеотон»     | 2:2 (ч)        | «Младость»     | 2:1            | 0:1            |
| 2013/14        | 2-й кв. раунд  | «Младость»     | 3:2            | «Сениця»       | 2:2            | 1:0            |
| 2013/14        | 3-й кв. раунд  | «Севілья»      | 9:1            | «Младость»     | 3:0            | 6:1            |
| 2015/16        | 1-й кв. раунд  | «Нефтчі»       | 3:3 (ч)        | «Младость»     | 2:2            | 1:1            |
| 2015/16        | 2-й кв. раунд  | «Кукесі»       | 4:3            | «Младость»     | 0:1            | 4:2            |
| 2017/18        | 1-й кв. раунд  | «Гандзасар»    | 0:4            | «Младость»     | 0:1            | 0:3            |
| 2017/18        | 2-й кв. раунд  | Штурм (Грац)   | 3:1            | «Младость»     | 0:1            | 3:0            |
| 2019/20        | 1-й кв. раунд  | ЦСКА (Софія)   | 4:0            | «Тітоград»     | 4:0            | 0:0            |